# غاربو (تيبت)
غاربو (بالإنجليزية: Garbo, Tibet)‏ هي منطقة سكنية تقع في الصين في أزمة التبت والصين. يقدر عدد سكانها بـ
- نسمة .